# هاري لينك
هاري لينك (بالإنجليزية: Harry Link)‏ هو كاتب أغاني أمريكي، ولد في 25 يناير 1896، وتوفي في 5 يوليو 1956.

## وصلات خارجية
- هاري لينك على موقع ميوزك برينز (الإنجليزية)
- هاري لينك على موقع قاعدة بيانات برودواي على الإنترنت (الإنجليزية)
- هاري لينك على موقع أول ميوزيك (الإنجليزية)
- هاري لينك على موقع ديسكوغز (الإنجليزية)